# Nagatsinda
Nagatsinda är ett vattendrag i Burundi.   Det ligger i provinsen Kayanza, i den nordvästra delen av landet, 50 km norr om huvudstaden Bujumbura.
Omgivningarna runt Nagatsinda är en mosaik av jordbruksmark och naturlig växtlighet. Runt Nagatsinda är det tätbefolkat, med 735 invånare per kvadratkilometer.